# Departamento de Coyhaique
El departamento de Coyhaique fue uno de los 3 departamentos que conformaron la provincia de Aysén, fue creado un 27 de agosto de 1959 tras el decreto DFL N° 13.375 tras la partición del departamento de Aysén en tres respectivas nuevas entidades, después de su creación, en 1959, Coyhaique fue declarada la capital de la Provincia de Aysén su cabecera era la ciudad de Coyhaique. El departamento fue suprimido un 4 de noviembre de 1975 tras el decreto DL N° 1230 y reemplazado por la Provincia de Coyhaique.

## Historia
Coyhaique fue creado tras las subdelegacion de Río Ibañez y la comuna de Coyhaique, en ese tiempo pertenecientes al departamento de Aysén

## Administración
Tras su creación en 1959 mediante el decreto 13.375, el departamento contaba con 2 subdelegaciones y 2 comunas, estas últimas eran la cabecera Coyhaique, y la comuna de Río Ibáñez.
| Municipalidades       | Subdelegaciones |
| --------------------- | --------------- |
| Coyhaique             | Coyhaique       |
| Río Ibáñez Río Ibañez | Río Ibañez      |